# Temporada 1970-71 de los Philadelphia 76ers
La temporada 1970-71 fue la vigésimo segunda de los Philadelphia 76ers en la NBA, y la octava en Filadelfia, Pensilvania, tras haber jugado hasta entonces en Syracuse bajo el nombre de Syracuse Nationals. La temporada regular acabó con 47 victorias y 35 derrotas, ocupando el tercer puesto de la conferencia Este, clasificándose para los playoffs en los que cayeron ante los Baltimore Bullets en las Semifinales de Conferencia.

## Elecciones en elDraft
| Ronda | Puesto | Jugador       | Posición | Nacionalidad   | Universidad |
| ----- | ------ | ------------- | -------- | -------------- | ----------- |
| 1     | 12     | Al Henry      | Pívot    | Estados Unidos | Wisconsin   |
| 3     | 46     | Dennis Awtrey | Pívot    | Estados Unidos | Santa Clara |

## Temporada regular
| División Atlántico   | División Atlántico | División Atlántico | División Atlántico | División Atlántico | División Atlántico | División Atlántico | División Atlántico | División Atlántico |
| Equipo               | G                  | P                  | %                  | PD                 | Casa               | Fuera              | Neutral            | Div                |
| -------------------- | ------------------ | ------------------ | ------------------ | ------------------ | ------------------ | ------------------ | ------------------ | ------------------ |
| y-New York Knicks    | 52                 | 30                 | .634               | –                  | 32–9               | 19–20              | 1–1                | 10–6               |
| x-Philadelphia 76ers | 47                 | 35                 | .573               | 5                  | 24–15              | 21–18              | 2–2                | 10–6               |
| Boston Celtics       | 44                 | 38                 | .537               | 8                  | 25–14              | 18–22              | 1–2                | 8–8                |
| Buffalo Braves       | 22                 | 60                 | .268               | 30                 | 14–23              | 6–30               | 2–7                | 2–10               |

## Playoffs

### Semifinales de Conferencia
Baltimore Bullets vs. Philadelphia 76ers 
| Fecha       | Partido                                       | Ciudad     |
| ----------- | --------------------------------------------- | ---------- |
| 24 de marzo | Baltimore Bullets 112, Philadelphia 76ers 126 | Baltimore  |
| 26 de marzo | Philadelphia 76ers 107, Baltimore Bullets 119 | Filadelfia |
| 28 de marzo | Baltimore Bullets 111, Philadelphia 76ers 103 | Baltimore  |
| 30 de marzo | Philadelphia 76ers 105, Baltimore Bullets 120 | Filadelfia |
| 1 de abril  | Baltimore Bullets 103, Philadelphia 76ers 104 | Baltimore  |
| 3 de abril  | Philadelphia 76ers 98, Baltimore Bullets 94   | Filadelfia |
| 4 de abril  | Baltimore Bullets 128, Philadelphia 76ers 120 | Baltimore  |
|             | Baltimore Bullets gana las series 4-3         |            |

## Estadísticas
| Rk | Jugador          | Edad | P  | PT | MP   | TC  | TCI  | %TC  | TL  | TLI | %TL  | RB   | AS  | FP  | PTS  |
| -- | ---------------- | ---- | -- | -- | ---- | --- | ---- | ---- | --- | --- | ---- | ---- | --- | --- | ---- |
| 1  | Archie Clark     | 29   | 82 |    | 39.6 | 8.1 | 16.3 | .496 | 5.1 | 6.5 | .787 | 4.8  | 5.4 | 2.6 | 21.3 |
| 2  | Billy Cunningham | 27   | 81 |    | 38.1 | 8.7 | 18.8 | .462 | 5.6 | 7.7 | .734 | 11.7 | 4.9 | 4.0 | 23.0 |
| 3  | Hal Greer        | 34   | 81 |    | 37.8 | 7.3 | 16.9 | .431 | 4.0 | 5.0 | .805 | 4.5  | 4.6 | 3.6 | 18.6 |
| 4  | Jim Washington   | 27   | 78 |    | 32.1 | 5.1 | 10.6 | .476 | 3.3 | 4.4 | .762 | 9.6  | 1.2 | 3.3 | 13.4 |
| 5  | Wali Jones       | 28   | 41 |    | 23.5 | 4.1 | 10.2 | .402 | 1.9 | 2.5 | .782 | 1.6  | 3.1 | 2.7 | 10.1 |
| 6  | Luke Jackson     | 29   | 79 |    | 22.5 | 2.5 | 6.7  | .376 | 1.7 | 2.4 | .693 | 7.2  | 1.9 | 2.7 | 6.7  |
| 7  | Bailey Howell    | 34   | 82 |    | 19.4 | 4.0 | 8.4  | .472 | 2.8 | 3.8 | .730 | 5.4  | 1.4 | 2.9 | 10.7 |
| 8  | Dennis Awtrey    | 22   | 70 |    | 18.5 | 2.9 | 6.0  | .475 | 1.5 | 2.2 | .662 | 6.1  | 1.3 | 3.0 | 7.2  |
| 9  | Connie Dierking  | 34   | 53 |    | 13.5 | 2.3 | 5.8  | .399 | 1.2 | 1.7 | .685 | 4.3  | 1.1 | 2.1 | 5.8  |
| 10 | Fred Foster      | 24   | 66 |    | 13.5 | 2.2 | 5.5  | .403 | 1.1 | 1.6 | .699 | 2.2  | 0.9 | 1.7 | 5.5  |
| 11 | Freddie Crawford | 29   | 36 |    | 12.5 | 2.1 | 4.9  | .423 | 0.9 | 2.0 | .444 | 1.9  | 1.5 | 1.6 | 5.0  |
| 12 | Cliff Anderson   | 26   | 5  |    | 5.4  | 0.2 | 1.2  | .167 | 1.0 | 1.4 | .714 | 2.2  | 0.8 | 1.4 | 1.4  |
| 13 | Matt Guokas      | 26   | 1  |    | 5.0  | 0.0 | 0.0  |      | 0.0 | 0.0 |      | 1.0  | 0.0 | 0.0 | 0.0  |
| 14 | Bud Ogden        | 24   | 27 |    | 4.9  | 0.9 | 2.4  | .364 | 0.7 | 1.0 | .692 | 0.7  | 0.6 | 0.8 | 2.4  |
| 15 | Al Henry         | 21   | 6  |    | 4.3  | 0.2 | 1.0  | .167 | 0.8 | 1.2 | .714 | 1.8  | 0.0 | 0.2 | 1.2  |

## Galardones y récords
| Jugador          | Galardón                          |
| Billy Cunningham | Mejor quinteto de la NBA All-Star |